# Don Domingo

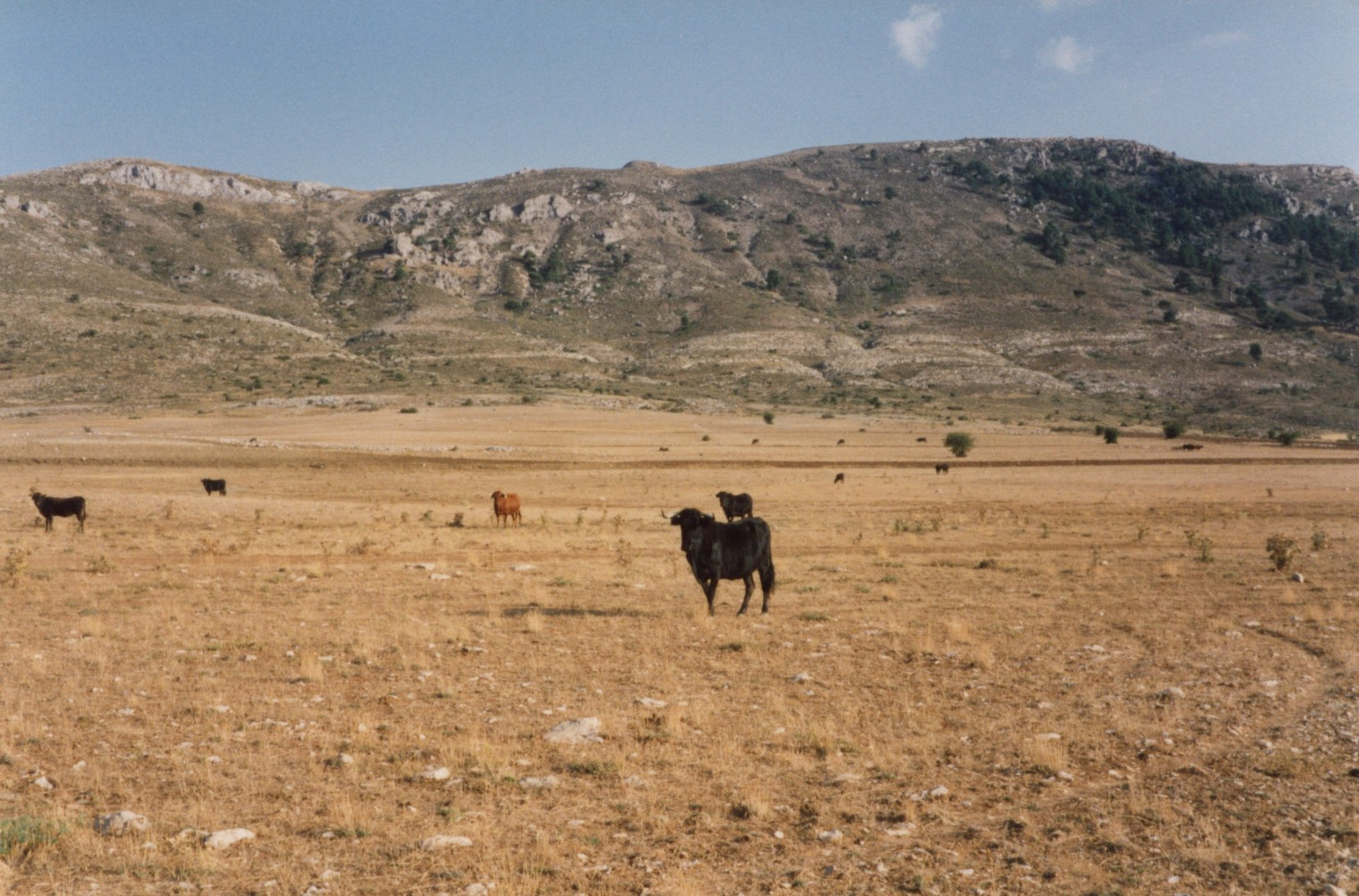
Campos de Hernán Perea, altiplanicie al sudoeste de la aldea de Don Domingo.

Don Domingo es una aldea perteneciente al municipio de Santiago-Pontones, en la provincia de Jaén (Andalucía, España). Se encuentra en plena Sierra de Segura, dentro del Parque natural de Cazorla, Segura y Las Villas, entre los montes de Las Palomas y el Tejuelo, en una zona de ramblas, entre las que destacan la Rambla del Borbotón y de los Cuartos. A menos de 2 km al norte se encuentra la aldea de El Patronato. Cuenta con una población a 1 de enero de 2020 según el INE de 16 personas.

## Demografía
Evolución de la población
| Gráfica de evolución demográfica de Don Domingo entre 2000 y 2019  |
|                                                                    |
| Población de derecho (2000-2019) según el padrón municipal del INE |

## Paraje Starlight
La aldea de Don Domingo fue reconocida en 2016 como la primera aldea Paraje Starlight del país, por la calidad y limpieza de su cielo nocturno. Este título internacional es respaldado por la Unesco, la Organización Mundial del Turismo y la Unión Astronómica Internacional, lo que ha supuesto para la aldea, para Santiago-Pontones y el parque natural un elemento dinamizador del turismo rural, situándolo como referente del astroturismo.

## Economía
La actividad económica de la aldea se centra en la ganadería (pastoreo de montaña), destacando la cría de cordero segureño, y en el turismo rural, que gira en torno a atractivos como la elaboración de platos de cordero segureño, rutas por el Parque natural de Cazorla, Segura y Las Villas y el astroturismo.